# Mór Jókai
Mór Jókai (Komoran, 18. veljače 1825. – Erzsébetváros, 5. svibnja 1904.) bio je mađarski romanopisac i dramatičar. Rodio se kao Móric Jókay, ali ime je igrom slučaja preraslo u nadimak Mór, a u prezimenu je pretvorio “y“ u “i“ da ne bi zvučalo plemićki.

## Život
Živio je 80 godina i do smrti je ostao aktivan pisac. Bio je diplomirani pravnik, ali se strukom nikada nije bavio. Za vrijeme revolucije 1848-49. surađivao je s Lajosom Kossuthom i nakon poraza kratko vrijeme se morao kriti. Bio je prijatelj slavnog Sándora Petőfija.
Prvi puta se s 23 godine oženio 8 godina starijom glumicom Rózom Laborfalvi, a drugi puta u svojoj 74. godini glumicom kojoj je tada bilo 20 godina.

## Djelo
Bio je izrazito plodan i popularan autor. Njegove knjige su prevođene na brojne jezike, od kojih je najviše prevedeno na njemački, engleski i francuski jezik. Popularnost je zaslužio velikim pripovijedalačkim talentom. Većinu njegovog opusa karakterizira romantičarski pogled na svijet, ispunjen ne samo empirijom nego i transcendencijom, velikim ljudskim strastima, groteskom i zanosom. Njegovo stvaralaštvo se može podijeliti u 4 faze s obzirom na poetiku njegovih djela i politički kontekst u kojem su nastajala.
Do 1849. njegova djela karakterizira utjecaj francuskog realizma i domaćeg anegdotičnog realizma. U centru pažnje su priroda, kult divljine, pesimizam, sumornost, tragika i egzotične zemlje. U jeziku i načinu prikazivanja osjeća se narodski ukus: unosi bezbroj narodnih riječi i fraza.
U doba apsolutizma postaje idejno određeniji: poslije velikog poraza ojačava vjeru u naciju, život. U to doba na njega utječu prethodni događaji vezani za revoluciju kao i aktualno rađanje kapitalizma u Mađarskoj. U prozi postaje više nacionalno orijentiran i piše romane s tematikom iz perioda reforme, potom piše pustolovne romane.
U pozadini (ponekad i središtu) radnje gotovo svakog romana nalazi se društvena akcija. To je lako uočiti u djelima s temom iz doba reforme i pokreta za stvaranje nacionalne kulture i jezika. Suvremena kritika ga je prozivala u vezi njegovih nedovoljno realističnih likova. Njegovom svijetu pristaju likovi druge vrste, likovi epskih razmjera.  Osebujni, iznimni karakteri, gotovo karikature.
U velikoj mjeri je koristio književne izvore niže vrijednosti i iz prikupljene građe je uveličavao ono što je bilo izuzetno, jedinstveno ili bizarno.

### Najznačajnija djela
- Otok Nepean (1845.)
- Radni dani (1846.)
- Jedan mađarski nabob (1854.)
- Zoltan Karpaty (1855.)
- Stari dobri asesori (1856.)
- Siromašni bogataši (1860.)
- Sinovi čovjeka kamena srca (1869.)
- Crni dijamanti (1870.)
- Zlatni čovjek (1873.)
- Roman budućeg stoljeća (1874.)
- Žuta ruža (1893.)